# Arenápolis (kommun)
Arenápolis är en kommun i Brasilien.   Den ligger i delstaten Mato Grosso, i den centrala delen av landet, 1 000 km väster om huvudstaden Brasília. Antalet invånare är 10 355.
Följande samhällen finns i Arenápolis:
- Arenápolis

Omgivningarna runt Arenápolis är huvudsakligen savann. Runt Arenápolis är det ganska glesbefolkat, med 25 invånare per kvadratkilometer.